# Saint-André-de-Restigouche
Saint-André-de-Restigouche es un municipio canadiense situado en la provincia de Quebec.

## Superficie
Saint-André-de-Restigouche tiene una superficie de 143,37 km².

## Demografía
En 2021, tenía 154 habitantes, una densidad poblacional de 1,1 hab./km², y 92 viviendas.